# 金佛山方秆蕨
金佛山方秆蕨（学名：Glaphyropteridopsis jinfushanensis），为金星蕨科方秆蕨属下的一个种。

## 扩展阅读
維基物種上的相關：金佛山方秆蕨